# سولاو
سولاوْ یا سیلاو روستایی تفریحی است واقع در سه کیلومتری شمال غربی شهر عمادیه در استان دهوک عراق. فاصله سولاو از مرکز استان دهوک ۹۰ کیلومتر است. فاصله سولاو از موصل ۱۴۰ کیلومتر است. این محل با نام گردشگاه سولاو (به کردی بادینی: هاڤینگه‌ها سولاڤ، به عربی: مصیف سولاف) معروف است.
نام سولاو در کردی به معنای سیلاب و آبشار است و این نام به این خاطر به این محل داده شده که آب‌های جاری که از گردنه مزیرکا و باغ‌های آن در بالادست به سوی سولاو روان است به صورتی سیل‌آسا به سمت پایین سرازیر می‌شوند.
دمای هوا در این منطقه در تابستان تا ۵۰ درجه سانتی‌گراد هم می‌رسد اما سفره‌خانه‌ها و چایخانه‌های سولاو با قلیان‌ها، و هم‌چنین میزها و صندلی‌هایی که آب روان در زیر آن جاری است جاذبه‌ای برای خنک شدن گردشگران به‌وجود آورده‌است. پلی قدیمی در میان این چایخانه‌ها نیز از جذابیت‌های سولاو است.
در زمان رونق، در فصل توریستی روزانه حدود ۱۵۰۰ گردشگر به این روستا سفر می‌کنند. در سال ۲۰۱۴ اما، در پی ناآرامی‌های به‌وجود آمده توسط گروه داعش در بخش‌های مختلف عراق، از شمار گردشگران به سولاو تا حد زیادی کاسته شد.